# Ali Barashat
Ali Barashat (ur. 16 sierpnia 1988) – pakistański zapaśnik walczący w obu stylach. Brązowy medalista mistrzostw Wspólnoty Narodów w 2009 roku.